# Witmarsum, Brasilien
Witmarsum är en kommun i Brasilien.   Den ligger i delstaten Santa Catarina, i den södra delen av landet, 1 300 km söder om huvudstaden Brasília. Antalet invånare är 3 601.
I omgivningarna runt Witmarsum växer i huvudsak städsegrön lövskog. Runt Witmarsum är det ganska glesbefolkat, med 23 invånare per kvadratkilometer.